# Mr. Marcus
Pour les articles homonymes, voir Marcus.
Mr. Marcus, né le 4 septembre 1970 à Pomona (Californie), est un acteur et un réalisateur de films pornographiques américain.

## Biographie
Marcus est élevé par sa mère célibataire qui travaille pour le gouvernement fédéral américain.
Jeune, il fait des petits boulots comme conducteur de chariot élévateur et danseur exotique.
Mr. Marcus répond à une annonce de Randy Detroit dans le journal de L.A. X-Press.
Depuis il a joué avec Aurora Snow et Lexington Steele dans Up Your Ass 18, mais aussi dans les séries Gangbang Girl ou Nasty Nymphos… et dans plus de 500 films dont Snoop Dogg's Doggystyle.
Il rentre dans le XRCO Hall of Fame en 2006.
En 2012, il se trouve être le patient zéro d'une épidémie de syphilis touchant plusieurs acteurs de films pornographiques de Californie, obligeant l'association américaine des producteurs de films pornographiques à suspendre temporairement leurs productions. Il admet avoir falsifié son test de dépistage.

## Récompenses et nominations
Récompenses
- 1998 : XRCO Award Male Performer of the Year
- 1999 : AVN Award Best Group Sex Scene - Film pour The Masseuse 3 (avec Taylor Hayes et Billy Glyde)
- 2001 : XRCO Best Threeway Sex Scene pour Up your Ass 18 (avec Aurora Snow et Lexington Steele)
- 2003 : AVN Best Supporting Actor - Film pour Paradise Lost
- 2006 : XRCO Hall of Fame
- 2008 : Urban X Awards - Best Male Performer
- 2009 : Urban X Awards - Crossover Male
- 2009 : AVN Hall of Fame
- 2010 : AVN Award – Best Double Penetration Sex Scene pour Bobbi Starr & Dana DeArmond's Insatiable Voyage

Nominations
- 2007 : AVN Award Best Supporting Actor - Video for: Joanna's Angels 2: Alt. Throttle (2006)
- 2008 : AVN Award Best Supporting Actor - Video for: Afrodite Superstar (2006) & Male Performer of the Year